# MTV Europe Music Awards 2000
Die MTV Europe Music Awards 2000 wurden am 16. November 2000 in der Globenarena von Stockholm, Schweden verliehen. Moderator war Wyclef Jean.
Wie bereits in den Vorjahren wurden die regionalen Nominierungen ausgedehnt. So gab es regionale Nominierungen für Deutschland, Frankreich, Dänemark, Italien, die nordischen Länder, Polen, Spanien sowie das Vereinigte Königreich und Irland.
Gewinner des Abends waren Madonna und Eminem, die je zwei EMAs erhielten.

## Hauptkategorien (Jurywertung)
| Kategorie            | Gewinner                         | Nominierte |
| -------------------- | -------------------------------- | --- |
| Best Song            | Robbie Williams – Rock DJ        | Melanie C feat. Lisa „Left-Eye“ Lopes – Never Be the Same Again Madonna – Music Sonique – It Feels So Good Britney Spears – Oops!… I Did It Again |
| Best Video           | Moby – Natural Blues             | Blink-182 – All the Small Things Foo Fighters – Learn to Fly Red Hot Chili Peppers – Californication Robbie Williams – Rock DJ                    |
| Best Album           | Eminem – The Marshall Mathers LP | Bon Jovi – Crush Macy Gray – On How Life Is Moby – Play Travis – The Man Who                                                                      |
| Best Female          | Madonna                          | Melanie C Janet Jackson Jennifer Lopez Britney Spears                                                                                             |
| Best Male            | Ricky Martin                     | Eminem Ronan Keating Sisqó Robbie Williams |
| Best Group           | Backstreet Boys                  | Blink-182 Bon Jovi Red Hot Chili Peppers Travis                                                                                                   |
| Best New Act         | Blink-182                        | Anastacia Bomfunk MC’s Melanie C Sonique |
| Best Pop             | - All Saints                     | Backstreet Boys *NSYNC Britney Spears Robbie Williams                                                                                             |
| Best Dance           | Madonna                          | Artful Dodger Moby - Moloko Sonique |
| Best Rock            | Red Hot Chili Peppers            | Bon Jovi Foo Fighters Korn Limp Bizkit |
| Best R&B             | Jennifer Lopez                   | Aaliyah Destiny’s Child Janet Jackson Sisqó |
| Best Hip-Hop         | Eminem                           | Busta Rhymes Cypress Hill Dr. Dre Wyclef Jean |
| Free Your Mind Award | Otpor!                           | |

## Regionale Awards
| Kategorie             | Gewinner     | Nominierte                                          |
| --------------------- | ------------ | --------------------------------------------------- |
| Best Dutch Act        | Kane         | Anouk Bløf Krezip                                   |
| Best French Act       | Modjo        | Laurent Garnier Phoenix Saïan Supa Crew Bob Sinclar |
| Best German Act       | Guano Apes   | Die Ärzte Die Toten Hosen Echt Fünf Sterne Deluxe   |
| Best Italian Act      | Subsonica    | Carmen Consoli Lùnapop Paola e Chiara Piero Pelù    |
| Best Nordic Act       | Bomfunk MC’s | The Ark Darude Shimoli Thomas Rusiak                |
| Best Polish Act       | Kazik        | Brathanki Reni Jusis Kayah Myslovitz                |
| Best Spanish Act      | Dover        | Enrique Iglesias M Clan Mónica Naranjo OBK          |
| Best UK & Ireland Act | Westlife     | Craig David Sonique Travis Robbie Williams          |

## Auftritte
- U2 – Beautiful Day
- All Saints – Pure Shores
- Madonna – Music
- Spice Girls – Holler
- Robbie Williams und Kylie Minogue – Kids
- Moby – Porcelain
- Jennifer Lopez – Love Don’t Cost a Thing
- Ronan Keating – Life Is a Rollercoaster
- Guano Apes – No Speech
- Backstreet Boys – Shape of My Heart
- Bomfunk MC’s – Freestyler
- Ricky Martin – She Bangs

## Präsentatoren
- Ali G und Róisín Murphy – präsentierten Best Male
- Savage Garden – präsentierten Best Hip-Hop
- Nick Carter, Kevin Richardson und Heidi Klum – präsentierten Best R&B
- Anastacia und Ronan Keating – präsentierten Best Group
- Thora Birch – präsentierten Best Dance
- Kelis und Moby – präsentierten Best Female
- Guy Ritchie – präsentierte Best Video
- Jean Reno – präsentierte Free Your Mind Award
- Jason Priestley und Kylie Minogue – präsentierten Best Song